# Гагино (Нижньогородська область)
Гагино (рос. Гагино) — село в Гагинському районі Нижньогородської області Російської Федерації.
Населення становить 3891 особу. Входить до складу муніципального утворення Гагинська сільрада.

## Історія
Від 2009 року входить до складу муніципального утворення Гагинська сільрада.

## Населення
| 1959 | 1970  | 1979  | 1989  | 2002  | 2010  |
| ---- | ----- | ----- | ----- | ----- | ----- |
| 1496 | ↗1826 | ↗2786 | ↗3865 | ↗4001 | ↘3891 |